# Варлаам (Чернявский)
Епископ Варлаам (в миру Василий Никифорович Чернявский; 28 февраля 1819, село Кобольчино, Хотинский уезд, Бессарабская область — 21 мая 1889) — епископ Минский и Туровский.

## Биография
Родился в семье священника. Семья жила небогато, да и к тому же сам он был болезненным ребёнком.
5 октября 1835 года Василий был причислен причетником (дьячком) к коболчинской церкви.
16 января 1836 года поступил послушником в Гиржавский Вознесенский монастырь Кишинёвской епархии.
В 1841 году с особого разрешения Святейшего Синода принят в духовное училище.
1 сентября 1845 года поступил в Кишинёвскую духовную семинарию.
4 апреля 1848 года пострижен в монашество; 6 мая рукоположён во иеродиакона; 9 мая — во иеромонаха.
Был экономом архиерейского дома.
15 июня 1851 года окончил курс семинарии и 14 ноября того же года назначен игуменом Фрумошского Успенского монастыря.
7 января 1858 года поступил в Петербургскую духовную академию.
23 сентября 1855 года окончил курс академии и 6 ноября того же года назначен учителем Екатеринославской духовной семинарии.
13 марта 1858 года присвоена степень магистра богословия.
С 23 марта 1859 года — инспектор Екатеринославской духовной семинарии.
11 сентября того же года переведён в Кишинёвскую духовную семинарию. С 15 апреля 1860 года — настоятель Фрумошского Успенского монастыря.
6 декабря 1859 года возведён в сан архимандрита.
30 июля 1862 года назначен ректором Кишинёвской духовной семинарии.
13 августа 1862 года назначен настоятелем Курковского Рождество-Богородицкого монастыря.
14 февраля 1875 года хиротонисан во епископа Тотемского, викария Вологодской епархии.
9 сентября 1876 года назначен епископом Выборгским, викарием Санкт-Петербургской епархии.
26 июля 1880 года назначен епископом Минским и Туровским.
На всех ступенях своей службы преосвященный Варлаам оставлял о себе светлую память.
Наряду с церковной деятельностью преосвященный Варлаам занимался науками и особенно изучением противораскольнической литературы.
Скончался 21 мая 1889 года.